# 22065 Colgrove
22065 Colgrove è un asteroide della fascia principale. Scoperto nel 2000, presenta un'orbita caratterizzata da un semiasse maggiore pari a 2,4075143 UA e da un'eccentricità di 0,0146733, inclinata di 8,13905° rispetto all'eclittica.